# NewJeans
NewJeans är en sydkoreansk tjejgrupp bildad 2022 av skivbolaget ADOR, som är ett självständig märke under HYBE. Gruppen består av medlemmarna: Kim Min-ji (김민지), Pham Hanni (하니), Marsh June Danielle/Mo Jihye (다니엘/모지혜), Kang Haerin (강해린) och Lee Hye-In (이혜인). 
NewJeans debuterade den 22 juli 2022 med deras singel "Attention" och därefter hade de släppt ut följande låtarna i NewJeans 1st EP 'New Jeans'. Deras musik har beskrivits som 90-talsinspirerad R&B. Men deras låtar som ingår i nya EP NewJeans 2nd EP 'Get Up' (2023) har beskrivits som ""hip hop"" och ""indie"" med oftast ett fort tempo. Flera av deras singlar är skapad tillsammans med andra artister, här är alla: Jon Batiste, JID och till och med skaparna av det kända spelet; League of Legends.  

## Diskografi

### Singelalbum
- Ditto (2022)
- OMG (2023)
- Zero (2023)
- Be who you are (Real Magic) (2023)
- Zero (J.I.D Remix) (2023)
- NewJeans 'Super Shy' (2023)
- A Time Called You (Original Soundtrack from the Netflix Series) (2023)
- GODS (2023)

### EP
- New Jeans (2022)
- Get Up (2023)